# Кастельнуово-Чиленто
Кастельнуово-Чиленто (італ. Castelnuovo Cilento) — муніципалітет в Італії, у регіоні Кампанія, провінція Салерно.
Кастельнуово-Чиленто розташоване на відстані близько 300 км на південний схід від Рима, 105 км на південний схід від Неаполя, 65 км на південний схід від Салерно.
Населення — 2737 осіб (2014).
Щорічний фестиваль відбувається 22 липня. Покровитель — Santa Maria Maddalena.

## Демографія
Населення за роками:

Станом на 1 січня 2023 року в муніципалітеті офіційно проживало 136 іноземців з 19 країн, серед них 54 громадяни країн Євросоюзу та 18 громадян України.

## Сусідні муніципалітети
- Ашеа
- Казаль-Веліно
- Черазо
- Саленто
- Валло-делла-Луканія